# Perlový náhrdelník (sexualita)

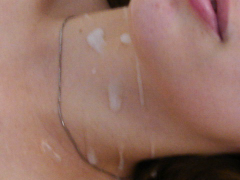
Kapky spermatu na krku

Perlový náhrdelník je slangový výraz pro zakončení sexuálního aktu, v němž muž ejakuluje sperma na nebo do blízkosti krku, hrudníku, nebo prsu jiné osoby. Taková ejakulace může následovat po sexu mezi prsa, orálním sexu, pohlavním styku nebo po masturbaci s druhou osobu. Termín vychází z podobnosti nastříkaného spermatu s náhrdelníkem z bílých perel.